# Gondar (Ethiopië)
Gondar is een stad in Ethiopië, in de zone Semien Gondar van de regio Amhara. De stad heeft 204.000 inwoners (2007).

## Geschiedenis
De stad was tot 1855 de hoofdstad van het Ethiopië en tot 1995 de hoofdstad van de voormalige provincie Begemder.

## Bevolking
De bevolking van de stad en de omgeving van Gondar is voornamelijk christelijk. In dit gebied woonden de meeste joodse Ethiopiërs, leden van de Beta Israël-gemeenschap, die meer bekend zijn onder de politiek incorrecte naam Falasja (Amhaars voor indringers). In 1984 en 1985 werden al tienduizenden Joden uit Ethiopië naar Israël gehaald in Operatie Moses. In 1991 volgde Operatie Solomon en werden binnen 36 uur nog eens 14.000 personen met een luchtbrug overgebracht. Daarna werd de synagoge van Gondar gesloten. Tussen 2010 en 2013 werd de joodse emigratie naar Israël afgesloten door 7000 "Falasha Mura", Ethiopische joden die zich in het verleden onder dwang tot het christendom hadden bekeerd.

## Bezienswaardigheden
Historische en bezienswaardige gebouwen in de stad zijn het kasteel en de baden van Koning Fasiladas. De stijl van deze gebouwen is beïnvloed door de Portugezen. Zij staan onder de naam Fasil Ghebbi in de regio Gondar op de Werelderfgoedlijst.
In Gondar staan tevens enkele goede voorbeelden van art deco, zoals het postkantoor (zie afbeelding).

## Geboren in Gondar
- Seada Nourhussen

## Trivia
Het fictieve koninkrijk Gondor uit de boeken van J.R.R. Tolkien zou vernoemd zijn naar de stad Gondar.